# Parque nacional natural Tayrona
El parque nacional natural Tayrona se encuentra ubicado en las estribaciones de la Sierra Nevada de Santa Marta en la Región Caribe de Colombia. Políticamente, forma parte de Santa Marta.
A 34 km del centro urbano de Santa Marta, es uno de los parques naturales más importantes de Colombia. Es hábitat de una gran cantidad de especies que se distribuyen en regiones con diferentes pisos térmicos que van desde el nivel del mar hasta alturas de 900 m. 
Está considerado una de las reservas ecológicas más importantes de Suramérica, posee gran belleza natural y abundante flora y fauna, playas vírgenes, restos arqueológicos, cascadas y quebradas.
De las 15 000 hectáreas que conforman el parque, 3000 son área marina.

## Creación
El parque se descubrió en 1964. En 1969 se definieron 15.000 hectáreas terrestres y 4500 marinas como parque natural por el alto valor biológico y arqueológico que poseen. Antes de la Conquista, el parque natural correspondía a una zona habitada por indígenas Tayrona en localidades como el pueblito Chairama.

## Geografía
Se extiende desde el mar Caribe hasta 900 m s. n. m. en las estribaciones de la Sierra Nevada de Santa Marta.

## Clima
El clima predominante es tropical húmedo con temperaturas que oscilan entre los 25 y 38 °C. Tiene dos periodos lluviosos: de mayo a junio y de septiembre a noviembre. 

## Flora y fauna
En la franja marítima del parque se encuentran distribuidas más de 350 especies de algas mientras que la flora terrestre tiene más de 770 especies diferentes de plantas. El parque se caracteriza por su paisaje tropical, formaciones coralinas, blancas playas, litoral rocoso, manglares y lagunas. Se pueden encontrar felinos como Panthera onca (jaguar), Leopardus pardalis (ocelote), Leopardus wiedii (tigrillo) y el puma.

## Arqueología
En el área se encuentran ruinas arqueológicas que denotan la existencia de asentamientos humanos de la tribu de los Tayrona que ocuparon la región desde épocas precolombinas hasta bien entrada la Colonia (siglos XV y XVI).

## Sitios de interés

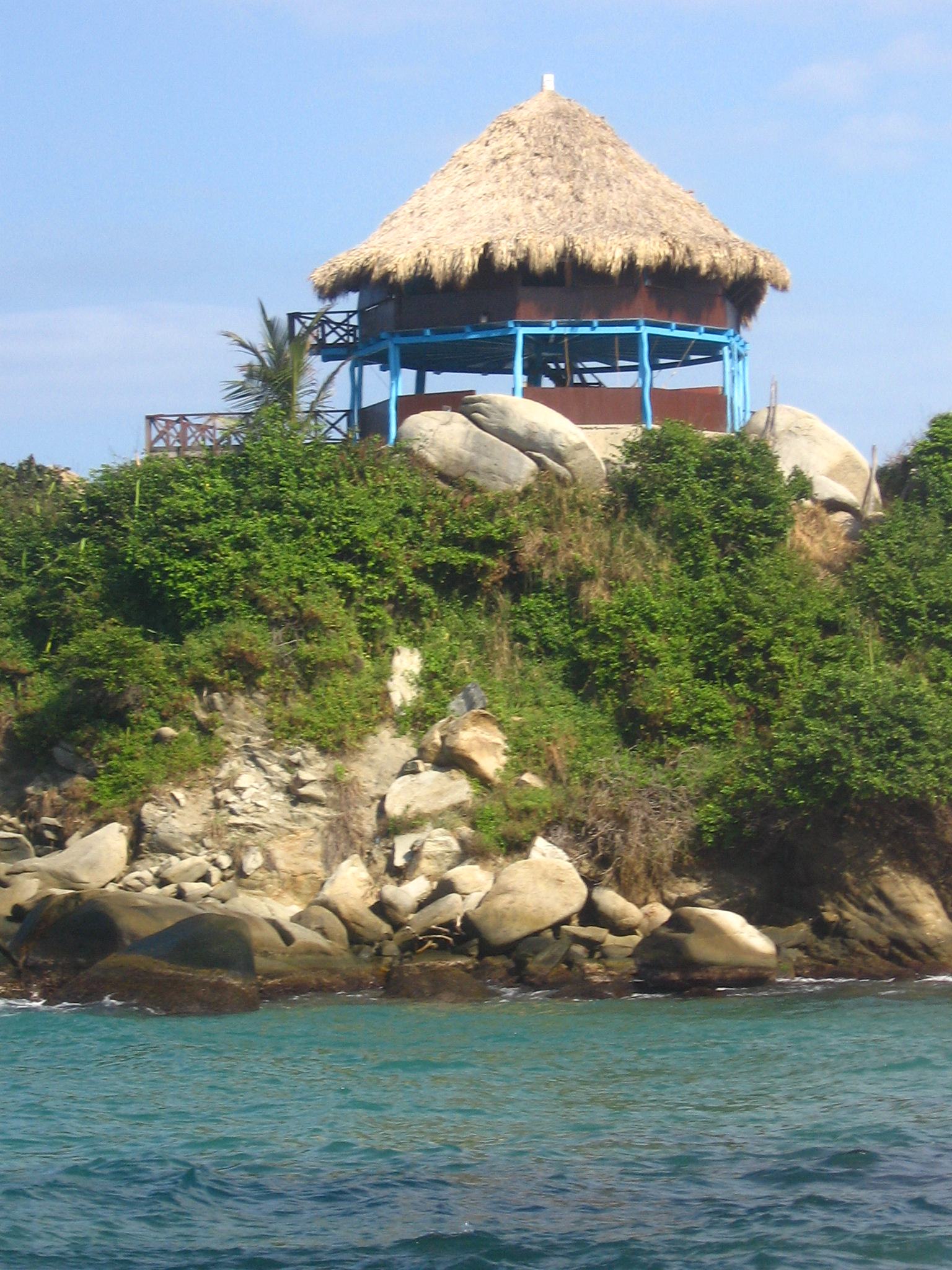
Mirador en Cabo San Juan del Guía

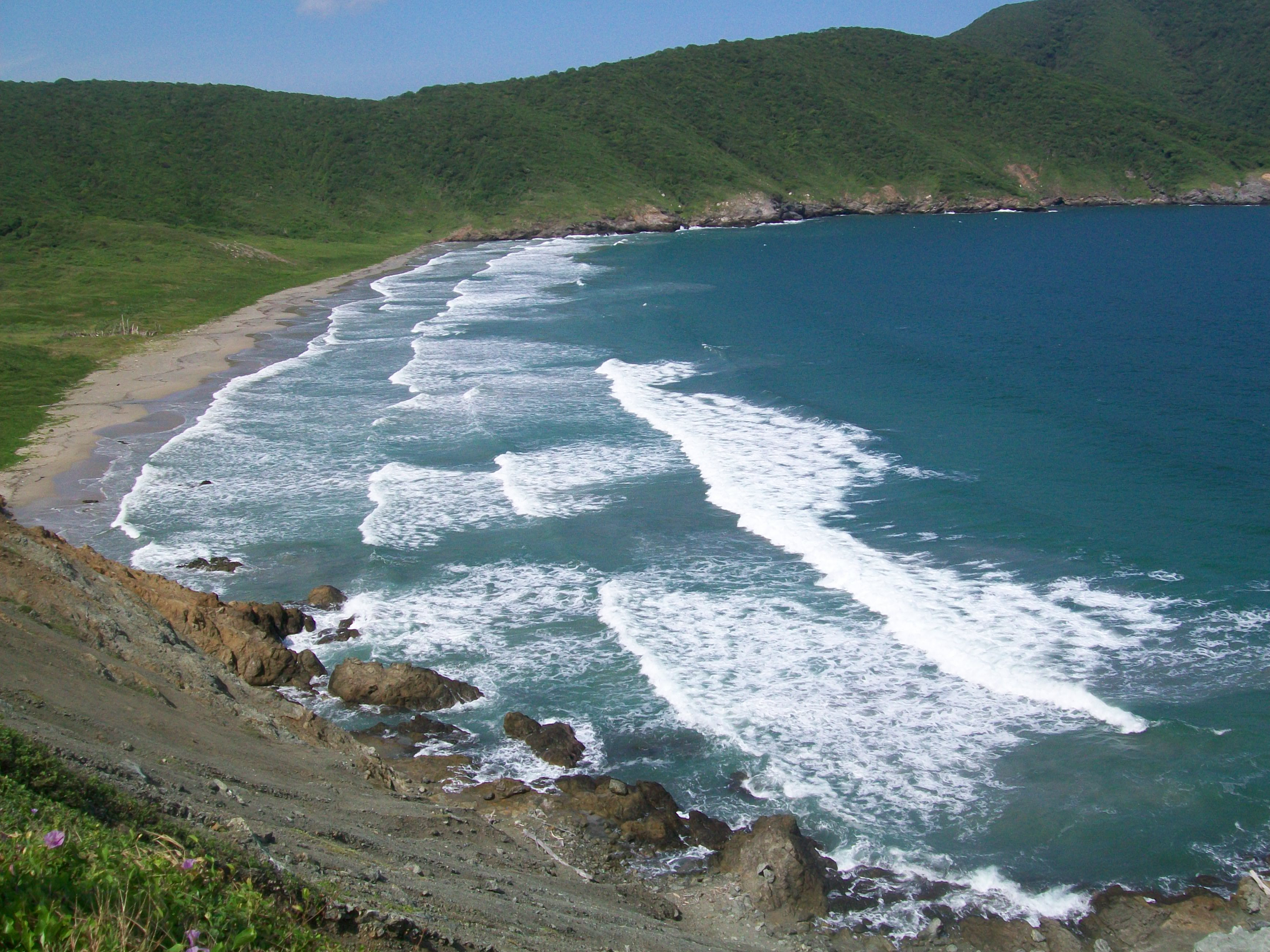
Playa Siete Olas.

Aunque es una reserva natural, el parque acondiciona servicios para la práctica del ecoturismo. Numerosos espectáculos naturales y caminatas se pueden encontrar en diferentes áreas del parque. Se destacan entre ellas:
- Museo Arqueológico de Chairama, ubicado en el sector de Cañaveral, cerca a la desembocadura del río Piedras. Tiene una exposición arqueológica permanente.
- Sendero Los Naranjos.
- Playa del Muerto, desde 2010 se denomina "Playa Cristal".
- Sector Arrecifes, zona con servicios de alojamiento, baños y restaurante. La playa no es apta para nadar por la fuerza del oleaje.
- La Piscina, playa adyacente al sector de Arrecifes, habilitada para nadar, hasta los arrecifes y apreciar diferentes clases de peces.
- Cauce del río Piedras.
- Cabo San Juan de Guía, el sector más retirado con servicios de alojamiento, baños y restaurantes. Es posible alojarse y caminar hasta el Pueblito Chairama, o pasar el día en sus playas. Este sector del parque Tayrona es considerado uno de los mejores y más visitados por turistas extranjeros. El cabo San Juan de Guía se encuentra a 9 kilómetros aproximadamente de la segunda entrada al parque Tayrona denominada "El zaino". Se puede llegar a la playa realizando una caminata de dos horas y media aproximadamente, a caballo, o tomando directamente una lancha desde Taganga. Durante el trayecto es posible ver distintas especies de fauna, flora y ecosistemas característicos de la región. Asimismo, en este sector del parque habitan los indígenas Kogui, quienes en ciertas épocas del año deciden impedir el acceso para llevar a cabo rituales de sanación ambiental. El alojamiento se realiza en campin o hamacas. En cuanto a la alimentación, hay variedad de comidas; pastas, arroces, pescados, carnes. Es recomendable llevar buena hidratación, protector solar y repelente.
- Pueblito Chairama, ruinas arqueológicas de los pobladores Tayrona que lo habitaron hace más de 500 años.
- Playa Boca de Saco, no es oficialmente una playa nudista, pero los visitantes suelen practicar esta modalidad ya que es una playa no muy concurrida. No es permito el baño pero pueden disfrutar del agua en sus orillas con mucha precaución.